# 祥庆
祥庆（1739年—？），徐氏，字素云，号厚斋，內務府汉军正黄旗人（隶常德、常英管领下，又常德、常英均曾任内务府正黄旗包衣第五叅领第一管领）。两淮盐政普福之子。同时期，同旗同名者普福为杭州织造孙文成之子。清朝政治人物，進士出身。

## 生平
乾隆己未年即乾隆四年（1739）八月初四日生（齿录错记成雍正己未年，雍正朝没有己未年），正黄旗汉军监生。乾隆二十五年顺天乡试举人，乾隆二十八年（1763年）癸未科进士（时隶内务府正黄旗包衣花尚阿佐领下，载《钦定八旗通志：进士》卷104；花尚阿曾任内务府正黄旗包衣第五叅领第一管领，该管领系康熙二十四年（1685）分立，据《钦定八旗通志》），翰林散馆授编修。
乾隆五十三年，任江西乡试副考官；四十九年、五十四年两任会试同考官。乾隆末，历官吏部考功司、验封司主事、员外郎、郎中。嘉庆朝初，外放福建兴化府知府（嘉庆二年（1797年）接替安汛，嘉庆五年奏折称祥庆年逾六旬，病解回旗，由扎隆阿接任）。任《四库全书》督催官。
祥庆乃洪亮吉房师之一，祥庆与阮葵生、翁方纲（见《复初斋詩文集》里雨寄懷謝蘊山祥厚齋李敬堂）、钱陈群（翁方纲作陪赵鹿泉（赵佑）大理祥厚斋（祥庆）吏部宴集百花洲和钱宫傅(钱陈群）韵二首)、趙佑、长闱（李氏，字迈仁，内务府正白旗汉军李氏李延禧、舒贵家族，见（李）长闱《挹錄軒詩稿》里有作次韻祥厚齋太守）、顾宗泰（《月滿樓詩集》出守江南次祥厚齋韻）、纪晓岚（《纪晓岚全传》提及洪亮吉房师祥庆和纪晓岚）、黃文暘（见《埽垢山房詩鈔》祥厚齋賦絕句四首） 等有交集。

## 家族
- 始祖徐正（c.1590s-?）。“徐正，正黄旗包衣管领下人，世居沈阳地方，来归年分无考。其元孙四十七原任员外郎，普福现任郎中，四世孙萨哈廉原任笔帖式”（载《八旗满洲氏族通谱》卷76）。
- 高祖（c.1620s-?）。
- 曾祖七十（c.1650s-?），曾祖母佟氏。
- 祖父名观音保（齿录记为观普保，应为观音保，1670s-?）。乾隆六年《内务府奏案》：普福,总管六库事务郎中共食錢糧俸祿二十一年,原閒散人觀音保之子,漢軍,人去得辦事勤。
- 父徐氏普福（1707-1768）（和孙文成子孙氏普福同旗同名，两人雍正末乾隆初皆在内务府做官，易混）；母李氏。普福（徐氏）任内务府总管六库事务郎中；据宫中奏折，普福于乾隆五年（1740）由内务府员外郎升任郎中；以内务府郎中外放苏州织造、淮关监督（于乾隆十四年、二十二年、三十一年三任此职，其中十七年至二十二年由镶黄旗满洲高恆 (清朝)担任，二十八年至三十一年由内务府镶黄旗满洲、内务府郎中兼佐领富贵（其子总管内务府大臣伊龄阿）担任；载伊龄阿辑纂《淮关统志》卷8，伊龄阿将普福错记为“镶黄旗”）、两淮盐政（普福于乾隆十七年、二十年、三十年三任此职；乾隆二十二年，继任者镶黄旗满洲高恆 (清朝)；乾隆三十年，高恆調至北京後，普福再任兩淮鹽政；三十三年，又由内务府正黄旗汉军尤拔世（胞兄江苏巡抚安宁 (官员)）接任；载曾国荃督修光绪版《两淮盐法志：职名表》卷131）等；乾隆三十三年，因两淮盐引大案同亲戚镶黄旗满洲高恒 (清朝)、好友进士卢见曾被处死。
  - 同辈：四十七，原任内务府员外郎，曾任内务府镶黄旗包衣第三㕘领第六管领（系顺治八年编立），卒于任（载《钦定八旗通志》；时内务府镶黄旗汉军、乾隆四十二年（1777）丁酉科举人王佳氏德诚隶属四十七管领下，其妻高佳氏系镶黄旗满洲、大学士高晋长女，而德诚之父兩淮鹽政、署正白旗漢軍都統吉慶（王氏）系兩淮鹽政徐氏普福、高恒 (清朝)之前任）。
- 胞叔护军常有。妻宋氏。同辈：四十七，原任内务府员外郎。
- 兄姊：
  - 兄祥安，内务府包衣参领、正黄旗第四甲喇、第五甲喇参领、畅春园郎中，卒于嘉庆十三年。
  - 弟祥瑞，披甲、江南省江宁织造处笔帖式。妻李氏。
  - 弟祥兆，内务府钱粮房笔帖式、主事，嘉庆朝初在万年吉地工程处帮差。
  - 同辈：萨哈廉，原任笔帖式。
  - 胞姊徐氏，嫁镶黄旗满洲、乾隆十八年（1753）癸酉科舉人高佳氏廷麟（父長蘆鹽政高誠，胞叔大学士高晋）。
- 妻张氏。
- 子侄：子广宴、广明；胞侄广龄（披甲，配苏氏）、广德、广涛（披甲、内务府钱粮房、仓掌、酒醋房副内管领,第一历史档案：江宁织造衙门笔帖式祥瑞之子来江苏省亲）；
- 姻亲：普福同高晋、高诚为儿女姻亲、与伊龄阿家亦有姻亲。普福好友有卢见曾、萨哈岱、萨载父子、高斌高恒 (清朝)家族等。